# Limnophila (Idiolimnophila) emmelina
Limnophila (Idiolimnophila) emmelina is een tweevleugelige uit de familie steltmuggen (Limoniidae). De soort komt voor in het Nearctisch gebied.